# 施瓦本号战列舰
施瓦本号战列舰是德意志帝国海军所建造的五艘维特尔斯巴赫级前无畏战列舰的四号舰。它于1900年9月开始在威廉港的帝国船厂铺设龙骨、1901年8月下水，至1904年4月完工，共耗资2167.8万金马克。该舰连同姊妹舰维特尔斯巴赫号、韦廷号、策林根号和梅克伦堡号均是由海军上将阿尔弗雷德·冯·提尔皮茨所主导、根据1898年《德国舰队法》建造的首批主力舰。其主炮装备有四门240毫米40倍径速射炮，最高速度为18節（33每小時）。
从1904年到1914年，施瓦本号的大部分服役生涯都是作为一艘炮术训练舰度过的，尽管在此期间它亦经常参加大规模的舰队演习。1914年8月第一次世界大战爆发后，该舰及其姊妹舰一同被动员至第四战列分舰队。它在北海担任警戒舰以及在波罗的海对抗俄国军队期间曾参与有限度的行动。来自英国潜艇的威胁迫使该舰于1916年撤出波罗的海。在战争余下的时间里，施瓦本号只能充当海军学员的工程训练舰。战后，它被魏玛国家海军保留了下来，并自1919年至1920年6月间重返现役，在波罗的海担任搭载扫雷艇的供应母舰。该舰于1921年3月正式从海军序列中除籍，并在同年出售报废。

## 设计

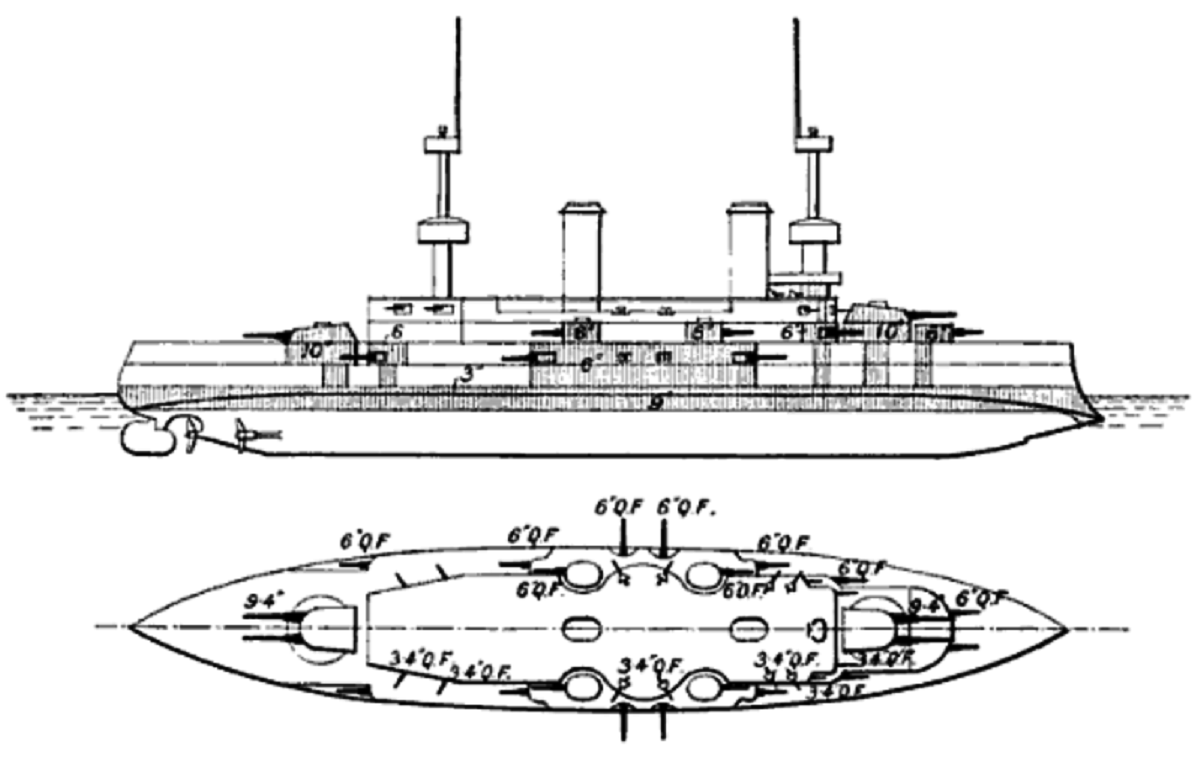
维特尔斯巴赫级线条画

在德意志帝国海军于1889年订购了四艘勃兰登堡级战列舰后，由于受到预算限制、帝国议会反对以及缺乏连贯的舰队规划影响，导致进一步购买战列舰的计划被推迟。在整个1890年代初期和中期，时任国家海军办公室国务秘书的海军中将弗里德里希·冯·霍尔曼一直在争取议会的支持，最终成功获批订购德皇腓特烈三世级的前三艘舰。1897年6月，霍尔曼的职位由海军少将阿尔弗雷德·冯·提尔皮茨接任，后者迅速拟定了第一部《舰队法》并于1898年初获得通过。这部法规确保了德皇腓特烈三世级后两艘舰、以及维特尔斯巴赫级五艘舰——即提尔皮茨任期内首个战列舰船级的建造。维特尔斯巴赫级与德皇腓特烈三世级大体相似，它们装备了同样的武器，但装甲布局更为全面。
施瓦本号的水线长度和全长分别为125.2米和126.8米，舷宽22.8米，有7.95米的前吃水和8.04米的后吃水。舰只设计的标准排水量为11,774吨，满载排水量可达12,798吨。其推进是通过三台三缸立式三胀蒸汽机以驱动三副螺旋桨来实现。蒸汽由六台筒形和六台水管锅炉供应，全为燃煤式。舰只的主机功率为14,000匹公制馬力（10,297千瓦特），最高速度达18節（33每小時），并能够以10節（19每小時）的速度续航5,000海里（9,300）。标准船员编制则为30名军官和650名士兵。
施瓦本号的主炮为四门240毫米40倍径速射炮，它们安装在分居中央舰艛一前一后的两座双联装炮塔内。副炮则包括十八门150毫米40倍径速射炮和十二门88毫米30倍径速射炮。武器套件中还有六具450毫米鱼雷发射管，均布置于舰体水上部分的旋转支架上。施瓦本号受到克虏伯生产的渗碳装甲保护。其装甲带在中央堡垒的厚度达到225毫米，以保护弹药舱及轮机舱，而甲板装甲的厚度为50（2.0英寸）。主炮炮塔则覆裹有250毫米厚的的装甲板。

## 服役历史

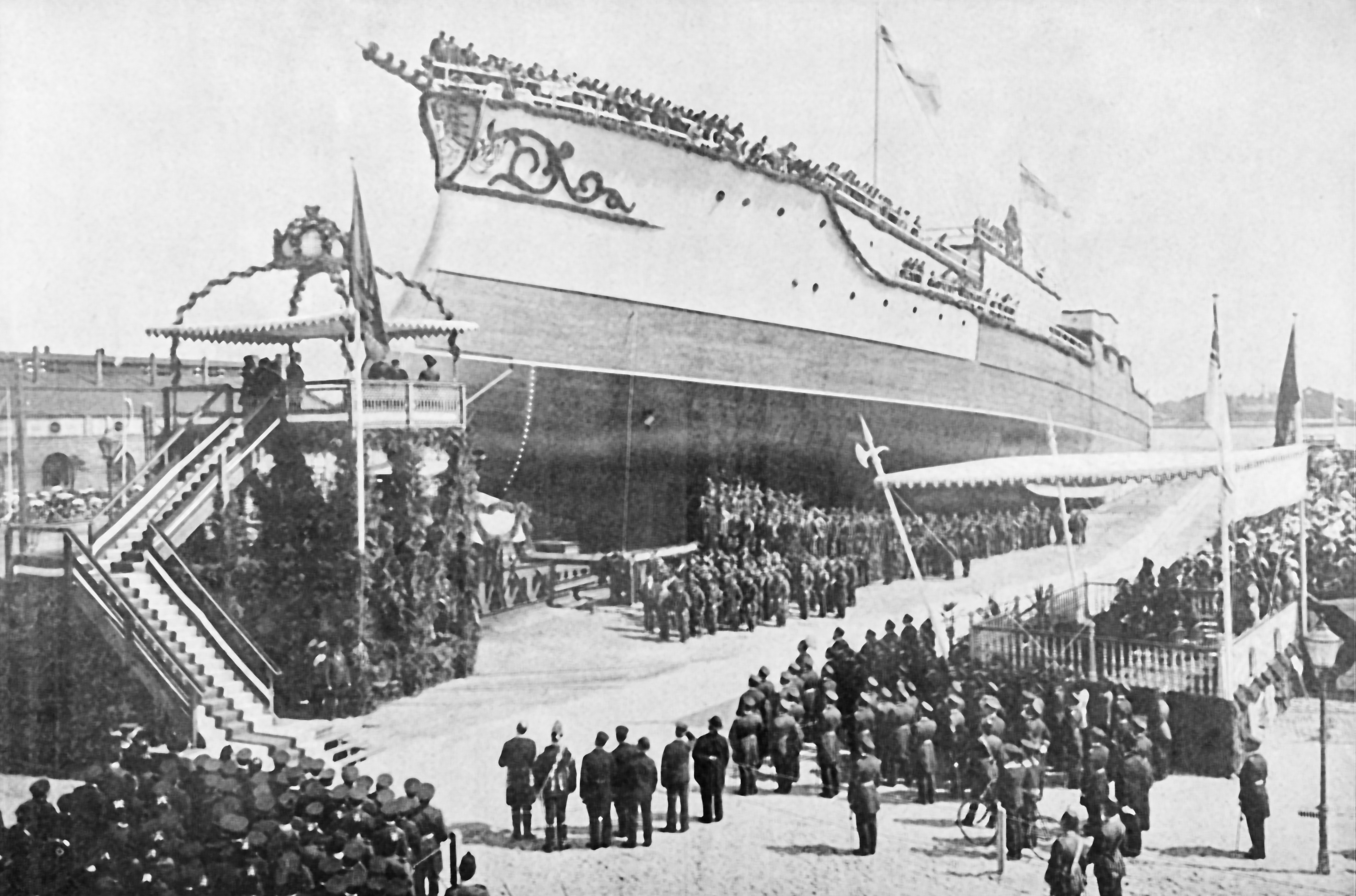
施瓦本号的下水仪式

施瓦本号是作为新增编入舰队的单位而以合同代号“G”进行订购。其龙骨自1899年11月21日开始在威廉港的帝国船厂铺设，建造编号为29。该舰于1901年6月6日下水；在下水仪式上，由符腾堡国王威廉二世作为施瓦本王朝的首领发表演说，并由其妻子、符腾堡王后夏洛特主持为舰只命名。完成舾装后，施瓦本号直至1904年4月13日才交付使用，成为同级舰中最迟入役的成员。该舰的总造价为2167.8万金马克。
在1904年4月委任入役后，关于施瓦本号该分配至何处的问题引发了争议。时任舰队总司令的海军上将汉斯·冯·克斯特主张将该舰编入活动舰队（Aktive Schlachtflotte），但提尔皮茨却希望将新战列舰用作训练舰——因为训练分舰队阵中只有巡洋舰和一些过时的舰艇。提尔皮茨赢得了辩论，于是施瓦本号加入了训练分舰队，以年迈的铁甲巡防舰腓特烈·卡尔号。在那里，它将充当一艘鱼雷训练舰。5月18日，施瓦本号从威廉港出发，穿越斯卡格拉克海峡驶入波罗的海，至22日抵达分舰队驻地基尔。
在海试期间，施瓦本号于费马恩岛的北端撞上了一个地图上未标明的沙洲。撞击对舰体造成了约30米长的损坏，并有多处穿孔。修理完成后，它继续进行海试，并一直持续到1904年底。试航还被年度的秋季演习所打断，在此期间，施瓦本号加入了驻北海的活动舰队。1905年1月11日，该舰正式被编入训练分舰队，却是以炮术训练舰的身份来取代原本担任此职的玛尔斯号。它与大巡洋舰海因里希亲王号和阿达尔贝特亲王号以及其它几艘训练舰一同驻扎在波罗的海的森讷堡。施瓦本号之后在波罗的海西部开始了每年例行的炮术训练，期间只会在10月随整个活动舰队（1907年改称公海舰队）进行的年度炮术操练而中断。在这些舰队操练中，它还会得到供应船乌兰号的辅助。此外，施瓦本号还会在每年的10月底至12月中驶入旱坞进行定期维护。
1906年4月和5月，施瓦本号参加了在斯维内明德湾的训练，而舰队年度炮术操练于8月在黑尔戈兰海域举行。其例行检修则提前于11月完成。1907年3月，该舰继续随舰队参加炮术训练。同年7月，它与预备役分舰队的旗舰——岸防舰伏里施乔夫号一同，去往后波美拉尼亚周边进行演习。在接下来的一个月里，施瓦本号则在北海举行的舰队演习期间担任训练分舰队司令、海军中将胡戈·蔡尔的旗舰。舰队演习于9月中旬结束后，该舰又立即参加了在黑尔戈兰岛举行的舰队炮术操练。这一年的日程是以在威廉港的帝国船厂接受大修而结束。
1908年，驻波罗的海的训练分舰队改由海军少将胡戈·冯·波尔指挥，他将于1915年的第一次世界大战期间指挥公海舰队。这一年遵循了与往年相同的训练模式，但施瓦本号没有参加秋季的舰队演习。在演习期间，它留在了森讷堡和阿尔斯岛。1909年，当秋季演习结束后，施瓦本号获委任为预备役分舰队的旗舰，再次受蔡尔将军指挥。在威廉港帝国船厂接受年度检修期间，其火炮安装了德国生产的新式驱动马达，以测试它们与外国制造的马达相比的可靠性。测试证明是成功的。12月10日至12日在弗伦斯堡峡湾航行时，施瓦本号还曾协助训练舰她不得不在大雾中协助训练舰符腾堡号从大雾中脱困。
1910年，在完成了上半年的常规训练后，施瓦本号被编入公海舰队的第三战列分舰队参加秋季演习，演习从8月19日持续到9月11日。它担任此职是为了顶替战列舰腓特烈·威廉选帝侯号和魏森堡号，因这两艘舰在演习开始前已被售予奥斯曼帝国。10月14日，施瓦本号与战列舰阿尔萨斯号会合，一同穿越威廉皇帝运河驶往基尔，在当地的帝国船厂接受年度大修。检修工作一直持续至1911年1月4日。在1911年的秋季演习中，施瓦本号再次被编入第三分舰队服役。到这一年，八艘拿骚级和黑尔戈兰级无畏舰开始入役；这些舰只被分配至第一战列分舰队，而德国级和不伦瑞克级等较新的前无畏舰则被转移至第二和第三分舰队。结果，施瓦本号只得于1911年12月30日在威廉港退役，编入驻北海的预备役支舰队。1912年5月9日至12日，它曾临时被重新安置到基尔。施瓦本号于8月14日至9月28日再次重返现役参加了秋季演习，此时是担任海军少将马克西米利安·冯·施佩的旗舰。

### 第一次世界大战

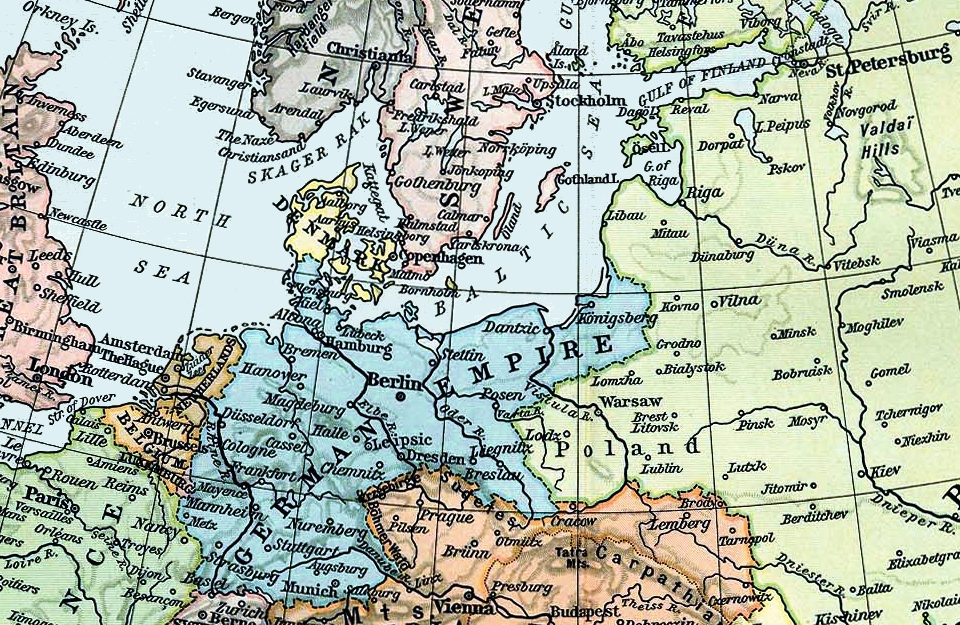
1911年的北海及波罗的海地图

1914年8月第一次世界大战爆发后，施瓦本号及其姊妹舰被动员至第四战列分舰队服役，受海军中将埃哈德·施密特指挥。在达到完全战备状态后，该分舰队被用作德意志湾的防御力量，通常驻扎在易北河河口，并在波罗的海执行任务。从9月3日开始，第四分舰队在大巡洋舰布吕歇尔号的协助下，进入波罗的海展开扫荡。这次行动一直持续至9月9日，未能引诱俄国海军部队投入战斗。1915年5月，包括施瓦本号在内的第四分舰队被调往波罗的海地区支援德国陆军。施瓦本号及其姊妹舰当时驻扎在基尔。在此期间，它獲委任为分舰队副司令、海军少将赫尔曼·阿尔贝茨的旗舰。
1915年5月6日，第四分舰队受命对陆军攻击利鲍提供支援。施瓦本号及其僚舰驻扎于哥得兰岛外围，以拦截任何可能试图干预登陆的俄国巡洋舰；但俄国人却没有这样做。5月10日，当侵略部队进入利鲍后，英国潜艇E1号和E9号发现了第四分舰队，却因距离太远而无法实施攻击。日益活跃的英国潜艇迫使德国人需要使用更多的驱逐舰来保护主力舰。结果，由于护航舰艇的稀缺，施瓦本号及其姊妹舰没有被纳入1915年8月袭击里加湾的德国舰队。8月29日，海军上校瓦尔特·恩格尔哈特接替阿尔贝茨登上了施瓦本号。随后，自9月24日开始，它在利鲍担任警戒舰。至11月10日，施瓦本及其姊妹舰维特尔斯巴赫号、韦廷号，连同海因里希亲王号离开利鲍，前往基尔。
到1915年底，英国潜艇在波罗的海的威胁越来越大，迫使德国海军决心将老旧的维特尔斯巴赫级舰艇撤出现役。11月20日，施瓦本号驶至威廉港，在那里取代了卡尔大帝号成为工程训练舰，并担任这一角色直至战争结束。在施瓦本号并未参与的日德兰海战（1916年5月31－6月1日）之后，第一侦察集群司令、海军少将弗朗茨·冯·希佩尔将他麾下四艘幸存的大巡洋舰（战列巡洋舰）送往船坞维修。在其部队维修期间，希佩尔将驻扎在威廉港的施瓦本号临时用作指挥舰。1916年，施瓦本号遭部分解除武装；其四门240毫米炮被全数移除，150毫米炮被减至六门，88毫米炮亦仅保留四门。

### 战后生涯
战争结束后，施瓦本号被国家海军暂时保留了下来，并于1919年8月1日重新投入运用。根据《凡尔赛条约》第182条和第193条，德国有义务保持足够数量的舰船在北海和波罗的海的大片海域清除水雷。为此，施瓦本号被改装为可搭载浅层扫雷艇（F艇）的供应母舰，以协助德国履行其条约义务，这意味着必须移除舰只剩余的武器装备并建造容纳扫雷艇的平台。它被编入波罗的海第六扫雷艇半区舰队，但此项运用并没有持续多久，因为扫雷工作已于1920年6月19日完成。1921年3月8日，这艘老式战列舰正式从海军序列中除籍。它以309万纸马克出售，并于同年在基尔的北堤（Kiel-Nordmole）拆解报废。